# Timmy das Schäfchen
Timmy das Schäfchen (Alternativtitel Zeit für Timmy, engl. Originaltitel Timmy Time) ist eine britische Stop-Motion Serie, die in Deutschland am 12. Januar 2010 auf Super RTL startete und mit jeweils drei Folgen à 10 Minuten in einer Episode mit einer Länge von einer halben Stunde ausgestrahlt wird. Die Serie ist ein Ableger von Shaun das Schaf, in der Timmy dessen Cousin ist. Zielgruppe der Serie sind Vorschulkinder.

## Handlungsmuster
In dieser Serie dreht sich alles um zehn verschiedene Tierkinder, die in einem Kindergarten spielen und lernen. Auch wenn es kein bestimmtes Handlungsmuster gibt, so transportiert die Serie wichtige Werte wie Freundschaft, Hilfsbereitschaft und Ordnung. Dialoge als solche finden nicht statt, die Tierkinder verständigen sich in ihren jeweiligen Tierlauten.

## Figuren
Außer Timmy werden die Figuren nicht namentlich erwähnt, da sie auch nur in ihren Tierlauten kommunizieren. Dennoch wurden den Figuren Namen vergeben.
- Henriette (im engl. Original: Harriet), ein Reiher, die allerdings den Schnabel eines Pelikans hat. Sie ist eine der beiden Erziehenden im Kindergarten und verständigt sich durch Schnattern und ”Klicken”. Sie ist die strengere der beiden.
- Eduard (Osbourne), eine Eule, gibt als sprachliche Kommunikation immer ein hoot-hoot oder ho-hoot wieder. Eduard ist nicht so streng wie Henriette, kann aber im Falle eines Falles auch Strenge walten lassen.
- Timmy das Schaf ist der Protagonist der Serie. Er sagt für gewöhnlich Bäääh, bei negativer Stimmung oder Enttäuschung auch schon mal Boooh. In seiner Aktivität verbreitet er ab und an ein munteres Chaos. Er ist begeisterter Fußballspieler. Sein Teddybär ist das einzige Requisit aus der Vorgängerserie, das er häufig benutzt. Sein damaliges Markenzeichen, den Schnuller, übergibt er im Vorspann seiner Mutter.
- Jule (Yabba) ist eine Ente und kommuniziert entsprechend mit Quak Quak. Als besonderes Merkmal trägt sie eine blaue Tauchmaske auf den Kopf, die sie aber nur selten benutzt. Sie ist schnell eingeschnappt und reagiert entsprechend genervt, besonders wenn ihr bester Freund Timmy wieder nur Blödsinn macht.
- Max (Paxton) ist ein Schwein und sagt dementsprechend Oink. Er trägt einen blauen Wollpullover und steht charakteristisch für seinen großen Appetit.
- Kati (Mittens) ist eine orange-braune Katze und spricht Mee-yew oder Miou. Sie ist ein wenig eitel und mag es gar nicht, wenn ihr Pelz schmutzig wird, weshalb sie entsprechende Situationen möglichst vermeidet. Sie ist eines der wenigen Mädchen in der Gruppe.
- Ralfi (Ruffy), ein Hund, ist lebhaft und begeisterungsfähig. Mit einem fröhlichen Wuff-Wuff oder einem Wa-huuu ist er immer mit dabei. Er spielt gerne Stöckchenholen.
- Ida auch Rosalie genannt bei lernen mit Timmy (Apricot) ist ein schüchternes Igelmädchen, das sich in manchen Situationen instinkthaft einigelt. Sie ist in den Folgen nicht sehr oft vertreten und spricht auch nicht viel. Wenn sie mal spricht, kommt nur ein leises Hicoo heraus.
- Streifi heißt bei Lernen mit Timmy Nikki (Stripey) ist ein fröhlicher Dachs. Als Laute gibt er eine Art “Hupgeräusch” (Honk) von sich. Weil Dachse nachtaktive Tiere sind, blickt Streifi entsprechend schläfrig drein.
- Kit (Kid) ist ein verfressenes Zicklein, das Gegenstände annagt oder ganz aufisst. Kit macht wie eine Ziege ein kurzes Määh.
- Olli (Otis) ist eine Babyeule und vermutlich das Kind von Eduard. Er macht die üblichen Geräusche von Eulenkindern (Twit-twoo). Markenzeichen: die gelbe Regenhaube, die er ab und an aufsetzt.
- Franky (Finlay) ist ein junger Fuchs, der sich entgegen natürlichen Feindschaften gut mit Hund Ralfi versteht und oft mit ihm zusammen spielt. Wie bei Füchsen üblich stößt auch er ein Yip oder Yip-Yap aus. In der Serie ist er immer fröhlich und begeistert.
- Raupi (Bumpy) ist eine grüne Raupe und stößt nur Piepsgeräusche aus. Er gehört nicht zur Gruppe, ist aber gelegentlich bei Aktionen dabei.

## Produktion und Veröffentlichung
Die Serie ist eine Produktion von Aardman Animations und BBC, die auch für die Animationsserie Wallace & Gromit verantwortlich ist. Erfunden wurde die Serie von Jackie Cockle, künstlerischer Leiter war Richard Edmunds. Im britischen Original wird Timmy Time seit dem 11. April 2009 auf CBeebies ausgestrahlt. 
Seit dem 12. Januar 2010 wird die Serie von Super RTL auf Deutsch gezeigt. Außer in Großbritannien und Deutschland wird Timmy Time noch in 25 weiteren Ländern ausgestrahlt, meistens vom Sender Playhouse Disney. Die erste Staffel besteht aus 26 Folgen, im Herbst 2010 kam in Deutschland die zweite Staffel mit 13 Folgen hinzu.

## Synchronisation
Die englische Fassung wird von Kate Harbour, Justin Fletcher und Louis Jones synchronisiert. 2013 wurde für das deutsche Publikum der Schauspieler Wayne Carpendale als Erzähler eingesetzt. 

## Kritik
„Altersgerecht sind die 10-minütigen Episoden durch den Vor- und Abspann in eine Rahmenhandlung eingebettet und spielen überwiegend an einem Handlungsort. Mama Schaf bringt Timmy allmorgendlich in den Kindergarten und am Ende eines Abenteuers holt sie ihn wieder ab. Zwischenzeitlich wird eine überschaubare Geschichte aus der Erfahrungswelt der jüngsten erzählt, die mit vielen Wiederholungen, ohne Dialoge und mit langsamen Bildwechseln kindgerecht den Einstieg ins filmische Erzählen begleitet. Wie alle Produktionen aus den Aardman-Studios […] sind auch die Plastillinfiguren dieser Serie bis ins kleinste Detail liebevoll und detailreich gestaltet und in gewohnter Perfektion animiert.“

## Auszeichnungen
- Deutschland: Platin im Kids-Award
  - 1× Platin für die DVD Timmy will gewinnen (2011)[2]